# Bruno Buchwald
Bruno Edmund Buchwald (* 4. November 1847 in Dresden; † 21. September 1913 in Altenburg) war ein Buchbinder und Mitglied des Deutschen Reichstags.

## Leben
Buchwald besuchte die Bürgerschule zu Dresden und erhielt außerdem Extrastunden in Sprache und Stenographie. Er erlernte das Buchbinderhandwerk, reiste und arbeitete in Deutschland, Österreich und Ungarn von 1867 bis 1881. Infolge eines Streiks war er genötigt, sich 1884 in Altenburg ein Geschäft zu gründen. Er war Mitglied des Altenburger Landtages seit 1889 und Stadtverordneter für die Stadt Altenburg seit 1903.
Von 1903 bis 1904 war er Mitglied des Deutschen Reichstags für den Reichstagswahlkreis Herzogtum Sachsen-Altenburg (Altenburg, Roda) und die SPD. Die Wahl wurde für ungültig erklärt. In der Ersatzwahl am 29. April 1904 unterlag Buchwald mit 49,1 % der abgegebenen, gültigen Stimmen knapp seinem konservativen Konkurrenten.